# Славейко Павлов
Славейко Иванов Павлов е български анархист, политически затворник и концлагерист.

## Биография
Роден през 1919 година в Беломорска Тракия, Славейко Павлов още като ученик в Петричката гимназия през 1936 – 37 година се сдружава с прогресивни младежи и се запознава с идеите на анархо-комунизма. Вдъхновен от идеите и примера на Парижката комуна от 1871 г., Октомврийската революция, от 1917 г., Махновското движение в Украйна, Испанската революция от 1936 и идеите, които са изповядвали Христо Ботев, Гоце Делчев, Михаил Герджиков и други български революционери намерили място в историческата литература в България, той става верен последовател на тези идеи.
В спомените си описва идеите, които са вълнували младото поколение през онези преломни години – от 1936 до 1953 година и преживяното в полицейските участъци на режима преди 9 септември 1944 г. и концлагерите на ДС в „социалистическа“ България и болшевишкия режим в защита на своите убеждения за свобода, братство и равенство – вековните двигатели на прогреса.
Родителите му са от село Крушево (Ахпадохори) в Демирхисарска околия (Сидерокастро) в Егейска Македония. Детството му минава на полето – като тютюноработник. Като ученик в гимназията на град Петрич се сдружава с ученици в по-горните класове с определени анархистически идеи и разбирания – Кръстьо Енчев от с. Яново, Иван Бижев и Велик Уруков от с. Петрово и Никола Ив. Янкулов от с. Хърсово – Петричко.
Вдъхновен е от примера на Парижката комуна през 1871 г. и подвига на Христо Ботев и революционно дело от 1876 г., от делото на Михаил Герджиков, на Солунските атентатори, на Орце Попйорданов, на Гоце Делчев и други.
През 1941 г. е изключен от Петричката гимназия за една година, обвинен за разпространяване на анархистическа литература. Две години по-късно, като войник в 14 пехотен македонски полк, е арестуван и обвинен за организиране на бягство при Йосип Броз Титовите партизани. Със скалъпеното обвинение без доказателства е изпратен в „Черните роти“ в с. Гиген, Никополско. По-късно тези роти са настанени в Свети Врачко за строежа на железопътната линия Симитли – Демир Хисар. Седмица или две преди 9 септември 1944 г. бяга от лагера и става партизанин в Пирин.
След 9 септември 1944 г. записва да учи химия в Софийския университет „Климент Охридски“.
В началото на март 1947 г. е арестуван със същите обвинения, но вече от новата власт като анархист, за разпространение на идеите си и т.н. По това обвинение 6 години и половина от живота му преминават в концлагерите на болшевишката система от лагери за превъзпитание, наречени „ТВО“.
За него социалдемократът д-р Атанас Москов пише в спомените си: „Прям, човечен, сърдечен, той носи добродетелите на чист идеалист. Анархист е, но с по-християнска и по-справедлива душа от много официални служители на християнската вяра“.